# The Electric Prunes
The Electric Prunes ist eine US-amerikanische Rockband, die erstmals 1966 als experimentelle psychedelische Gruppe internationale Aufmerksamkeit erregte. Nach zwei psychedelischen Alben wandte sich die Band religiösen Themen zu. Die Musiker wurden in der Folge oft ausgewechselt und nach einem vorerst letzten Album löste sich die Band 1969 auf. Im Jahr 2000 formierte sich die Band wieder, um ab 2001 neue Aufnahmen zu machen und Konzerte zu geben.

## Geschichte

### Vorgeschichte
Die Band wurde 1965 von James Lowe, Mark Tulin und Ken Williams, die sich von der Taft High School in Los Angeles kannten, im San Fernando Valley gegründet. Der erste Schlagzeuger, Steve Acoff, wurde durch Mike Weakley ersetzt und Dick Hargraves (Keyboards) schloss sich der Band an, die sich zuerst The Sanctions und 1966 Jim and The Lords nannte. Hargraves verließ die Band und der Gitarrist James (Weasel) Spagnola kam hinzu. Die Band spielte in Clubs und nahm schließlich im Heimstudio von Russ Bottomley eigene Songs auf, die erst viel später unter The Sanctions / Jim and The Lords (Heartbeat Records) veröffentlicht wurden.
Durch eine Bekannte der Tulin-Familie, Barbara Harris, traf die Band die Songschreiberin Annette Tucker und Dave Hassinger, der zu dieser Zeit Toningenieur bei RCA Records war und mit The Rolling Stones arbeitete, als diese sich in Los Angeles aufhielten. Hassinger ermöglichte es der Band, einige Demo-Aufnahmen zu machen. Zu diesem Zeitpunkt erfolgte auch die Umbenennung in The Electric Prunes. Die Single Ain't It Hard/Little Olive, die dort entstand, brachte der Band einen Vertrag mit Reprise Records. Mike Weakley war mit den Vertragsbedingungen nicht einverstanden und verließ die Band; er wurde durch Preston Ritter (1949–2015) ersetzt. Als die Single kein Erfolg wurde, ließ Warner Brothers die Band fallen.

### Die Band unter Dave Hassinger
Die zweite Single I Had Too Much to Dream (Last Night) wurde von Hassinger aus Material ausgesucht, das von dem erfahrenen Songwriterteam Annette Tucker und Nancie Mantz stammte. Zusammen mit Luvin' , Hideaway und einer Coverversion des Hollies-Songs Way of My Own nahmen Jim Lowe, James Spagnola, Ken Williams, Mark Tulin und Preston Ritter ein neues Demoband im Studio von Leon Russell (Sky Hill Studios) auf. Reprise Records gab der Band einen neuen Vertrag und Dave Hassinger wurde Bandproduzent.
I Had Too Much To Dream (Last Night) (B-Seite: Luvin) (1966) wurde durch den Diskjockey Pat O’Day (KJR (AM) in Seattle) bekannt und war dort sehr beliebt, ehe sie auch in den landesweiten Musik-Charts erschien. Es blieb der größte Erfolg der Prunes und erreichte Platz 11 in den USA und Platz 49 in England. Die dritte Single, Get Me to the World on Time, war auch relativ erfolgreich: Platz 27 in den USA und 42 in England. Im Jahr 1967 ging die Band im Nordwesten und Süden der Vereinigten Staaten auf Tour, und sie spielte zusammen auf Konzerten mit The Beach Boys, Cream, The Lovin’ Spoonful, Steppenwolf, Jefferson Airplane und Buffalo Springfield.
Die beiden ersten Alben, The Electric Prunes: I Had Too Much to Dream (Last Night) (1967 bei American Recording in North Hollywood; hauptsächlich Songs von Tucker/Mantz) und Underground (1967; eigene Songs und drei Songs von Tucker/Mantz) erreichten die unteren Regionen der Billboard-Charts. Während der Aufnahmen zu Underground gab es Spannungen zwischen Hassinger und der Band, die mehr eigene Songs und experimentelle Musik aufnehmen wollte. Preston Ritter verließ die Band und der ursprüngliche Schlagzeuger Mike (Quint) Weakley kam zurück und Spagnola wurde ersetzt durch Mike Gannon, der aber nur in zwei Songs mitspielte. Die vierte Single Everybody Knows You're Not In Love, wurde in dieser Besetzung aufgenommen.

### Die Band unter Dave Axelrod
Ehe die Band 1967 zu einer Europatournee aufbrach, nahm sie das dritte Album auf. Mass In F Minor (1968) ist ein Konzeptalbum, das von David „Dave“ Axelrod geschrieben, arrangiert und produziert wurde. Es enthält einzelne Musikstücke einer Messe, die in den psychedelischen Stil der Prunes umgesetzt worden waren. Das bekannteste Stück dieses Albums, Kyrie Eleison, untermalt die Mardi-Gras-Szene in dem Film Easy Rider und erschien 1969 auf dem Soundtrack des Films.

Als es bei der Produktion zu lange dauerte, das erste Stück aufzunehmen – Mark Tulin war der einzige, der Noten lesen konnte –, wurden Studiomusiker hinzu geholt, die Ken Williams und James Spagnola ersetzten. Nur Tulin und Weakley spielten und James sang, manchmal durch die kanadische Gruppe The Collectors unterstützt. Das Album erregte Aufsehen und wurde sogar im Time Magazine besprochen, aber die Verkaufszahlen waren enttäuschend.
Die Europatournee führte Lowe, Tulin, Weakley, Williams und Gannon (der den erkrankten Spagnola ersetzt) auch nach Stockholm, wo ihr Konzert von Sveriges Radio, der öffentlich-rechtlichen Hörfunkanstalt Schwedens, aufgezeichnet wird. Dies blieb die einzige Live-Aufnahme der Band während der 1960er Jahre und wurde später als Stockholm 67 bei Heartbeat Records veröffentlicht. Die Spannungen während der Tour nahmen zu, in Frankreich verließ Weakley die Band und blieb in Europa. Zurück in den Staaten wurde er durch Joe Dooley ersetzt.
1968 folgte das nächste Album, Release of an Oath, wiederum ein Konzeptalbum mit religiösen Themen und wiederum komplett von Axelrod produziert. Studiomusiker untermalten The Electric Prunes, die sich auf den Gesang beschränkten. Im gleichen Jahr versuchte die Band eine weitere Tour zu machen – ohne James Lowe, in der Besetzung Ken Williams, Mark Tulin, Jeromy Stuart und Kenny Loggins, aber diese Tour wurde ein Desaster: Die Band hatte keinen Schlagzeuger und war nicht in der Lage, ihre größten Hits zu spielen. Zurück in Los Angeles löste sich die Band auf.

### „The New Improved Electric Prunes“
Ein Album, Just Good Old Rock and Roll wurde unter dem Namen The New Improved Electric Prunes 1969 von einer komplett neu zusammengestellten Musikergruppe aus Colorado aufgenommen, die keinerlei Beziehung zu der ursprünglichen Band hatte. Diese Gruppe tourte und veröffentlichte eine Single mit Reprise Records, war aber 1970 wieder verschwunden.

### Neuauflagen und Coverversionen
Der Song I Had Too Much to Dream (Last Night) befand sich auf dem Sammelalbum Nuggets: Original Artyfacts from the First Psychedelic Era, das 1972 veröffentlicht wurde und später – 1976 und 1998 – erneut erschien, wodurch The Electric Prunes eine neue Generation von Zuhörern erreichten. Dieser Titel wurde auch von anderen Gruppen wie Prince Vlad & the Gargoyle Impalers (frühe 1980er Jahre) und The Damned (Alter Ego: Naz Nomad and the Nightmares; 1980er Jahre) aufgenommen. Auch XTC – unter dem Namen The Dukes of Stratosphear – verwendeten den Stil von  Too Much to Dream in ihrem Song 25 O'Clock. Ferner wurde er von Webb Wilder für das Album Doo Dad eingespielt und anschließend in Wilders Film Horror Hayride verwendet.
Spät in den 1990er Jahren sorgte die Veröffentlichung von Stockholm, dem einzigen Live-Album von The Electric Prunes, für Aufsehen. Heartbeat Records gab auch die frühen Aufnahmen der Band unter den Namen The Sanctions und Jim and The Lords heraus, die von bisher ungespielten, 35 Jahre alten Lack-Dubplates, d. h. dünnen Aluminiumplatten, die mit Polyvinylacetat (PVAc) beschichtet sind, übertragen wurden.

### Neuformierung
Nach mehr als 30 Jahren traf sich das ursprüngliche Quartett Lowe, Tulin, Williams und Weakley in einem Studio, um über ein Revival der Band nachzudenken. Lowe, Tulin und Williams, die auch auf allen frühen Aufnahmen gespielt hatten, beschlossen – verstärkt durch zwei neue Mitglieder, darunter auch James Lowes Sohn Cameron – The Electric Prunes neu zu formieren. 2001 begannen sie mit internationalen Tourneen und 2002 veröffentlichten sie das CD-Album Artifact und ein DVD-Album (Rewired). 2002 erfolgte die Rewired-Tour und 2004 die Undone-Tour.
Im Jahr 2007 veröffentlichte das Trio Lowe, Tulin, und Williams die CD Feedback. 2010 machte die Band weitere Aufnahmen und ging mit dem neuen Schlagzeuger Walter Garces auf Tourneen. Am 30. März 2015 verstarb der ehemalige Schlagzeuger Preston Ritter, der nach seinem Bandausstieg bei Linda Ronstadt, The Beach Boys und Dobie Gray mitgewirkt hatte.

## Diskografie

### Studioalben
| Jahr | Titel               | Höchstplatzierung, Gesamtwochen, AuszeichnungChartsChartplatzierungen (Jahr, Titel, Platzierungen, Wochen, Auszeichnungen, Anmerkungen) | Anmerkungen                        |
| Jahr | Titel               | US | Anmerkungen                        |
| ---- | ------------------- | --- | ---------------------------------- |
| 1967 | The Electric Prunes | US113 (12 Wo.)US |                                    |
| 1967 | Underground         | US172 (4 Wo.)US |                                    |
| 1968 | Mass In F Minor     | US135 (13 Wo.)US | zusammengestellt von David Axelrod |

Weitere Alben
- Release of an Oath 1968
- Just Good Old Rock and Roll 1969
- Artifact 2002
- California 2004
- Feedback 2006

### Livealben
- Stockholm 1997/2002 (mit verschiedenen Front Covers)
- The Sanctions / Jim and the Lords: Then Came the Electric Prunes 2000

### Kompilationen
- Long Day's Flight 1986
- The Singles 1995
- Lost Dreams 2001
- Artifact 2001
- Too Much to Dream: Original Group Recordings: Reprise 1966–1967 2007

### Singles
| Jahr | Titel Album                                              | Höchstplatzierung, Gesamtwochen, AuszeichnungChartplatzierungen (Jahr, Titel, Album, Platzierungen, Wochen, Auszeichnungen, Anmerkungen) | Höchstplatzierung, Gesamtwochen, AuszeichnungChartplatzierungen (Jahr, Titel, Album, Platzierungen, Wochen, Auszeichnungen, Anmerkungen) | Anmerkungen                                                               |
| Jahr | Titel Album                                              | UK | US | Anmerkungen                                                               |
| ---- | -------------------------------------------------------- | --- | --- | ------------------------------------------------------------------------- |
| 1967 | I Had Too Much to Dream (Last Night) The Electric Prunes | UK49 (1 Wo.)UK | US11 (14 Wo.)US | Reprise 0532 (US) / Reprise RS 20532 (UK) B-Seite: Luvin                  |
| 1967 | Get Me To The World On Time The Electric Prunes          | UK42 (4 Wo.)UK | US27 (8 Wo.)US | Reprise 0564 (US) / Reprise RS 20564 (UK) B-Seite: Are You Lovin’ Me More |

Weitere Singles (US)
- 1966: Ain’t It Hard / Little Olive (Reprise 0473)
- 1967: Vox Wah-Wah Ad (Thomas 08-000132-0)
- 1967: Dr Do-Good / Hideaway (Reprise 0594)
- 1967: The Great Banana Hoax / Wind-up Toys (Reprise 0607)
- 1968: Everybody Knows You're Not in Love / You Never Had It Better (Reprise 0652)
- 1968: I Had Too Much to Dream Last Night / Get Me to the World on Time (Reprise 0704 – Doppel-A-Seite)
- 1968: Shadow (Reprise PRO 287, einseitige Single)
- 1968: Sanctus / Credo (Reprise PRO 277)
- 1968: Help Us (Our Father, Our King) / The Adoration (Reprise PRO 305)
- 1969: Hey! Mr. President / Flowing Smoothly (Reprise 0756)
- 1969: Violent Rose / Sell (Reprise 0833)
- 1969: Love Grows / Finders, Keepers, Losers, Weepers (Reprise 0858)
- 2001: Hollywood Halloween (Birdman Records BMR1313) Peter Lewis (Moby Grape) unter Mitwirkung von The Electric Prunes
- 2002: Get Me to the World on Time (Live) (Birdman Records BMR037) 2002 (aufgenommen beim Voxfest III, Juni 2001)
- Left in Blue (Original von Azure Halo)

Weitere Singles (UK)
- 1967: The Great Banana Hoax / Wind-up Toys (Reprise RS 20607)
- 1967: Long Days Flight / The King in His Counting House (Reprise RS 23212)
- 1968: Everybody Knows You're Not in Love / You Never Had It Better (Reprise RS 20652)
- 1973: Had Too Much to Dream (Last Night) / (Lies by the Knickerbockers) (Elektra K 12102) (von der Kompilation Nuggets: Original Artyfacts from the First Psychedelic Era, 1965–1968)
- 1979: I Had Too Much to Dream (Last Night) / Luvin (Radar ADA 16 – picture sleeve reissue)

Weitere Singles (Frankreich)
- 1967: I Had Too Much to Dream (Last Night) / Luvin’  / Little Olive / Ain’t It Hard (Reprise RVEP 60098)
- 1968: Long Day’s Flight / Dr Do Good / The Great Banana Hoax / Captain Glory (Reprise RVEP 60110)
- 1968: Everybody Knows You're Not in Love / You Never Had It Better (Reprise RV 20149)
- 1969: Hey Mr President / Flowing Smoothly (Reprise RV 20198)

### Weitere Veröffentlichungen
- 1969: Easy Rider Soundtrack (enthält „Kyrie Eleison“)
- Nuggets: Original Artyfacts from the First Psychedelic Era, 1965–1968 (enthält „I Had Too Much to Dream (Last Night)“)
- 1978: Pebbles, Volume 2 (enthält „Vox Wah-Wah Radio Ad“)
- 1981: Rarities: Great Live Concerts
- 2005: Last Night at The Rendezvous Aufnahme auf der Psychedelica Volume One Kompilation von Northern Star Records

### Videoalben
- 2002: Rewired 2002

## Bibliografie
- 1001 Albums You Must Hear Before You Die. 3. Auflage. 2008, S. 124 (Autor: Craig Reece), Herausgeber Robert Dimery, Cassell Illustrated, ISBN 978-1-84403-624-0.
- Julia Edenhofer: Das große Oldie-Lexikon. Weltbild-Verlag Augsburg 1993, ISBN 3-89350-720-5, S. 203.

### Interviews
- Interview mit James Lowe (Anfang 2000)
- Interview mit Songwriter Annette Tucker (etwa 2002/2003)
- Interview mit Songwriter Nancie Mantz (2003)
- Interview mit Preston Ritter (2004)

### Musikbeispiele
- The Electric Prunes: I Had Too Much to Dream (Last Night) auf YouTube
- The Electric Prunes: Kyrie Eleison auf YouTube
- The Electric Prunes: Holy Are You auf YouTube